# 한증막
한증막(汗蒸幕)은 한증(汗蒸)을 하기 위한 시설로, 한국의 전통적인 사우나 시설이다.
매우 뜨겁고 건조한 이곳은 전통적으로 불에 탄 소나무를 사용하여 돌로 만든 돔 모양의 가마를 가열한다. 요즘 한증막은 독립된 시설이 아닌 찜질방으로 편입되어 있다. 찜질방에 설치된 불가마는 고온으로 가열한 다양한 형태의 한증막이다.

## 역사
한증소로 처음 언급된 한증막에 대한 최초의 언급은 15세기 세종실록에서 발견된다. 기록에는 한국의 가마 사우나가 약용으로 사용되었다고도 나와 있다. 당시 한증막은 승려들이 관리하던 국비 가마찜질방이었다. 1429년부터 사우나는 남녀를 위한 별도의 시설로 지어졌다. 19세기 김중근이 그린 한증막과 벽돌로 만든 원형 벽과 목욕탕을 그린 그림이 있다.